# Gaschromatograaf-injector

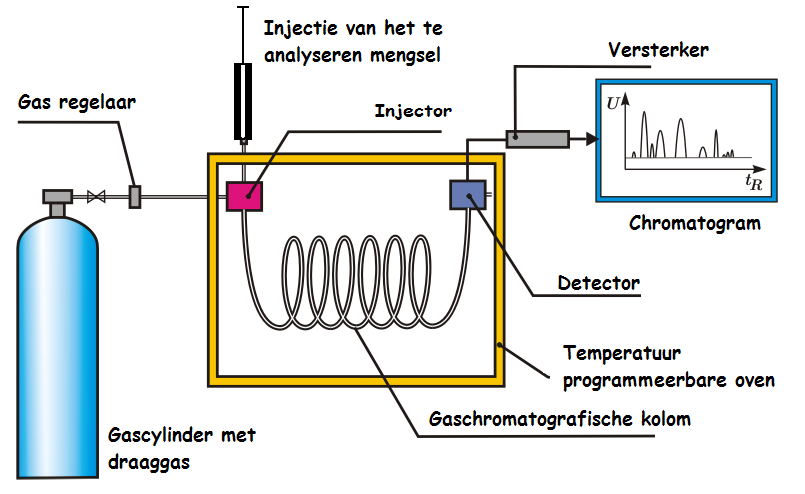
Gaschromatografie

De gaschromatograaf-injector regelt de overgang van een monster uit de injectiespuit of autosampler naar de analytische kolom die zich bevindt in de gaschromatograaf. De injector heeft simpel gezien als hoofdfunctie de geïnjecteerde componenten reproduceerbaar over te brengen naar de analytische kolom. Er bestaan verschillende soorten injectoren (die geschikt zijn voor specifieke doeleinden), de analist selecteert deze op toepasbaarheid voor de analyse. Enkele zijn hieronder beschreven.

## Split/splitless injector
De split/splitless injector is een veelgebruikte injector. De injector is omringd door (meestal) een aluminium blok dat op een bepaalde temperatuur wordt gebracht waarbij het monster plus oplosmiddel gasvormig worden. Belangrijk hierbij is dat er geen monster in de naald zit voordat de meting wordt gestart. Verder heeft de injector een ingang voor het draaggas (onderdeel van de mobiele fase), een septum die doorgeprikt kan worden met de naald van de injectiespuit om zo het monster te injecteren, en twee uitgangen respectievelijk de "septum purge" en de "split purge" genoemd. De septum purge is een milde gasstroom die bedoeld is om vervuilende stoffen die van het septum afkomen af te blazen. De split purge is een gasstroom die gevarieerd kan worden en waarmee een bepaald deel van het verdampte monster kan worden afgeblazen. Men kan werken in twee modi: de "split"- of de "splitless"-modus.
De naald waarmee men injecteert heeft een schuine kant om het septum makkelijk te penetreren en niet 'te veel' te beschadigen en meestal bedraagt het injectievolume ongeveer 1 microliter. Dit volume expandeert ongeveer een factor 500 - 1000 afhankelijk van het gekozen oplosmiddel. Binnenin de injector bevindt zich een glazen buis de "liner" genaamd. Deze kan gemakkelijk worden vervangen als er vervuilingen zijn, maar kunnen ook specifieke vormen hebben om bijvoorbeeld verdamping te bevorderen, vervuiling te minimaliseren of homogeniteit van een gasmengsel te optimaliseren. In het algemeen injecteert men niet meer dan het interne volume van de liner, aangezien anders door de opgelopen druk het oplosmiddel en monster in de draaggas-voorziening van het GC systeem gaan, wat niet ten goede van de werking van het apparaat komt.
In de splitmodus regelt men de hoeveelheid geïnjecteerde stof die op de kolom komt door de "split valve" tijdens de injectie open te zetten. Dat heeft als voordeel dat enerzijds monsters die te geconcentreerd zijn, niet allemaal verdund hoeven te worden en anderzijds de hoeveelheid analiet die op de kolom gebracht wordt de chromatografie niet nadelig beïnvloed. Bij een split injectie maximaliseert men vaak de afstand tussen de spuit monding en de analytische kolom zodat zo lang mogelijke weglengte ontstaat wat het homogeen verdelen en afblazen van het monster bevordert. Ondanks dat monsters over het algemeen reproduceerbaar afgeblazen kunnen worden ziet men dat vluchtige stoffen eerder afgeblazen worden dan niet-vluchtige stoffen, dit noemt men discriminatie.
Split ratio=(Qafgesplitst+Qkolom)/Qkolom

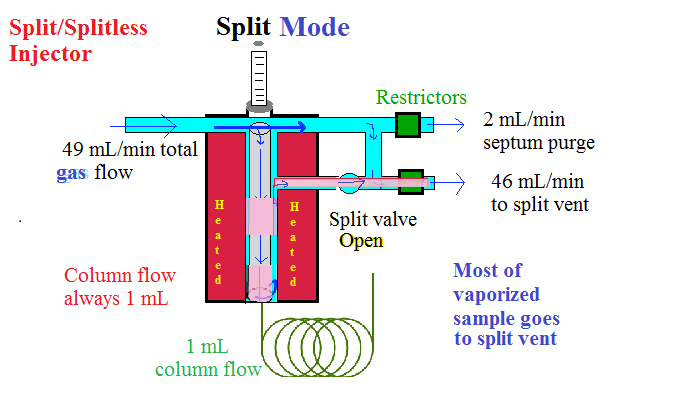
split mode

In de splitlessmodus wordt de totale hoeveelheid monster op de kolom gebracht, waardoor dit de meest gevoelige methode van injectie is. De split valve is gedurende de injectie in een gesloten positie zodat geen analiet afgeblazen wordt. Later opent men deze klep vaak wel weer om eventuele vervuilingen die achterblijven in de injector af te blazen. Bij een splitless injectie wordt de afstand tussen de analytische kolom en de monding van de injectiespuit vaak zo klein mogelijk gemaakt zodat het monster in een zo klein mogelijke band wordt geïnjecteerd.

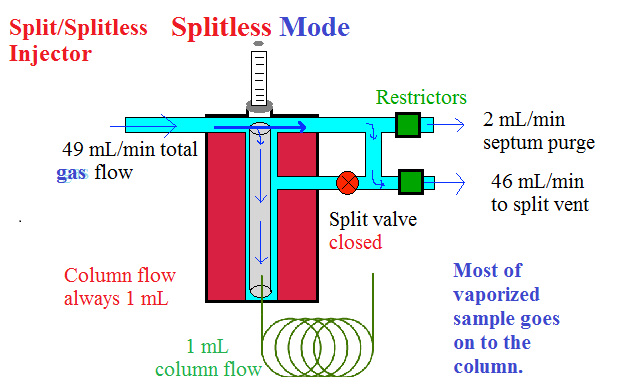
splitless mode

## Cold on-column (COC) injector
Bij de meeste injecties verdampt het monster direct. Bij de COC-injectie is dit niet het geval. Het monster wordt bij deze vorm van injectie in de vloeibare vorm direct op de capillaire kolom aangebracht. De injector wordt dan ook niet verwarmd en de analytische kolom wordt vaak nog met een harde langsblazende luchtstroom afgekoeld zodat alle verbindingen als een vloeistoflaagje gecondenseerd op de analytische kolom achterblijven. Nadat de injector is gesloten begint men met het opwarmen van de kolom. Dit doet men soms door de koelende luchtstroom ineens te stoppen terwijl de oventemperatuur al relatief hoog stond. Men kan ook langzaam opwarmen zodat men niet alleen op retentie stoffen scheidt maar ook nog op kookpunt. Dit hangt van het type applicatie af. Omdat het monster letterlijk in de kolom wordt gebracht en de injector afgesloten wordt vindt er geen discriminatie van vluchtige componenten plaats.

## Programmed Temperature Vaporisator (PTV) Injector
De opbouw van de PTV injector kan vergeleken worden met die van een spit/splitless injector. Een PTV injector kan echter zeer snel (40 graden/seconde) tot 300 °C op te warmen. Omdat de temperatuur van de injector in het begin laag gehouden kan worden (40-60 °C) kan men dingen doen die met de SSL lastiger zijn te realiseren, bijvoorbeeld selectief het vluchtige solvent afblazen bij lage temperatuur. Vervolgens wordt de split valve gesloten en de injectortemperatuur wordt gebracht tot 200-300 °C zodat analieten verdampen en door het draaggas meegenomen worden naar de analytische kolom. Drie belangrijke modi zijn a) split koude injectie b) splitless koude injectie en c) groot volume injectie.

### Split koude injectie
Hier wordt het monster geïnjecteerd met de split valve geopend. Hierna wordt de injector geleidelijk verwarmd waarbij het oplosmiddel en de verschillende verbindingen in de volgorde van hun kookpunt op de kolom gebracht worden.

### Splitless koude injectie
Deze modus is handig voor 'trace analysis' (kleine concentraties bepalen). Tijdens de injectie blijft de split valve dicht.

### groot volume injectie
De analiet wordt in een koude injector ingebracht met de split valve geopend zodat oplosmiddel afgeblazen wordt en analiet achterblijft. Men injecteert hierbij vaak langzaam zodat alle oplosmiddel tijd heeft afgeblazen te worden. Na het afblazen van het oplosmiddel wordt de split valve gesloten en wordt de injector verwarmd zodat de analieten op de kolom gebracht kunnen worden. Op deze manier is het mogelijk om van 10 tot zelfs 500µl in één keer te injecteren. Dit verhoogt de gevoeligheid van de methode.